# Местные выборы в Беларуси (2010)

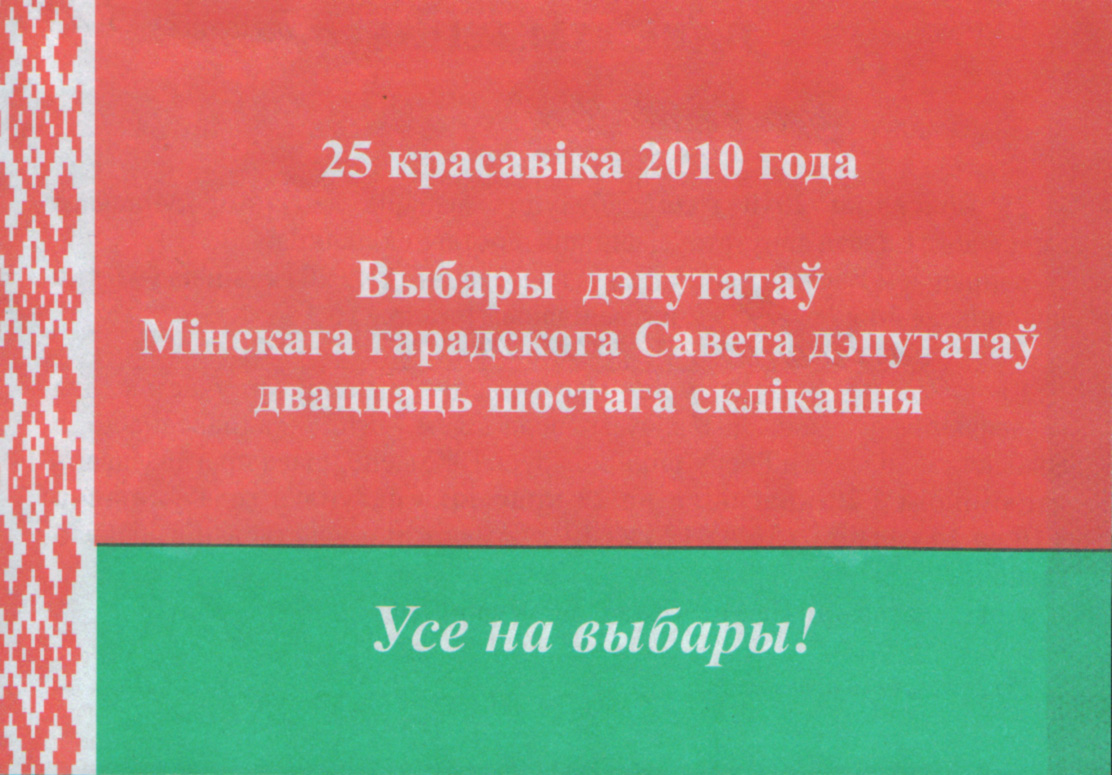
Приглашение на выборы. Надпись: «25 апреля 2010 года. Выборы депутатов Минского городского Совета депутатов двадцать шестого созыва. Все на выборы!»

Выборы в местные Советы депутатов Республики Беларусь 26 созыва 2010 года прошли 25 апреля.

## Общая информация
В один день 25 апреля по мажоритарной избирательной системе прошли выборы в сельсоветы, а также в районные, городские и областные Советы депутатов.
По закону к участию в выборах местного Совета в качестве кандидата может быть допущен любой гражданин страны, достигший 18 лет, проживающий или работающий на территории местного Совета или связанного с ним.

## Подготовка к выборам
По предварительной информации, в местных выборах примут участие 25 033 кандидатов, из которых как минимум 513 человек являются кандидатами от каких-либо партий. Всего же, по некоторым оценкам, от зарегистрированных и незарегистрированных оппозиционных партий и движений на выборах примет участие 700—800 кандидатов. В то же время, Объединённая гражданская партия уже 21 марта на своём съезде приняла решение не принимать участие в выборах. 2 апреля от участия в выборах отказались представители объединения «За свободное развитие предпринимательства», однако кандидаты от «Предпринимательского блока» продолжили участие в выборах, как и большое число молодых кандидатов, участвующих в выборах в первый раз. Однако массового бойкота выборов не получилось и даже кандидаты от ОГП участвовали в выборах до самого конца, лишь некоторые из них сняли свои кандидатуры или были сняты за нарушение в ведении предвыборной агитации..
Средняя конкуренция на выборах в Минский городской Совет депутатов составляет в среднем 3,9, в областных Советах — 1,8 человек на место. В среднем число кандидатов на одно депутатское место составляет 1,2 человека. На выборах в Витебский городской Совет были альтернативными лишь 12 из 40 округов, в Гомельский областной Совет — 36 из 60, и только в кандидаты в Минский городской совет выдвигались и участвовали активно, и ни одного безальтернативного округа в Минске не было.
В ходе формирования участковых комиссий в них оказалось всего 0,1 % представителей оппозиции.
20 апреля началось досрочное голосование; по состоянию на 23 апреля проголосовало 15 % от общего числа избирателей. Всего проголосовало досрочно 29,3 % избирателей. В то же время, приводимые Центризбиркомом высокие цифры проголосовавших досрочно ставятся под сомнение. Также известно о многочисленных случаях принуждения студентов вузах к досрочному голосованию.
По словам представителей ЦИК, однако, высокая явка на досрочном голосовании наблюдается на самом деле и объясняется тем, что «в городах необходима не только разъяснительная работа, но и организационная по содействию гражданам, желающим проголосовать досрочно», а также называются такие причины, как дисциплинированность белорусов и стремление людей пожилого возраста «реализовать своё избирательное право в хорошую погоду».

## Опросы общественного мнения
Согласно опросу, проведённому Информационно-аналитическим центром при Администрации Президента Республики Беларусь,

…для большинства граждан наиболее приемлемым является кандидат в депутаты местных Советов в возрасте 30-49 лет, который будет помогать своему региону, является руководителем или специалистом предприятия или организации, представителем государственного органа власти и поддерживает действующую власть

## Другие события
- На заседании Брестской областной избирательной комиссии независимый кандидат доказал факт фальсификации документов Барановичской городской комиссией, в результате чего его жалоба была удовлетворена, и он был допущен к выборам[22];
- Европейский союз в лице Высокого представителя по иностранным делам и политике безопасности Кэтрин Эштон заявил о намерении внимательно следить за ходом выборов[23];
- Известно о как минимум одном округе, где не оказалось ни одного кандидата в депутаты[24];
- Раздача воздушных шариков одним из кандидатов в Витебский областной и городской Советы депутатов была расценена как подкуп избирателей и привела к лишению регистрации кандидата, в то время как в участии студенческой самодеятельности в предвыборной кампании другого кандидата, ректора вуза, не было замечено нарушений[25];
- 23 апреля стало известно о распространении в Бресте листовок с провокаторскими призывами от имени Партии БНФ и БСДП (Г)[26].
- Впервые в Белоруссии некоторые кандидаты активно использовали интернет и постоянно поддерживали связь с избирателями через сайты, блоги, социальные сети.[27][28]

## Результаты
- По итогам выборов, 11 186 из 21 288 избранных депутатов были переизбраны[29]. В Советы прошло менее 10 представителей оппозиционных партий и движений[30].
- В Минске выборы закончились абсолютной победой одного из кандидатов, который набирал в несколько раз больше голосов, чем занявший второе место, и лишь на одном округе кандидат занявший второе место отстал всего на несколько процентных пунктов.[31]
- Явка на выборах составила 79,1 %:[32]

| Регион              | Проголосовало | %      |
| ------------------- | ------------- | ------ |
| Брестская область   | 801 842       | 78,7 % |
| Витебская область   | 813 530       | 90,9 % |
| Гомельская область  | 937 219       | 84,4 % |
| Гродненская область | 649 405       | 80,6 % |
| Могилёвская область | 719 960       | 85,7 % |
| Минская область     | 903 346       | 81,7 % |
| Минск               | 735 116       | 58,7 % |

| Партия                                                       | Выдвинула кандидатов | Кол-во избранных депутатов |
| ------------------------------------------------------------ | -------------------- | -------------------------- |
| Либерально-демократическая партия                            | 61                   | 1                          |
| Объединённая гражданская партия                              | 97                   | 0                          |
| Партия БНФ                                                   | 35                   | 0                          |
| Коммунистическая партия Беларуси                             | 208                  | 265*                       |
| Белорусская партия левых «Справедливый мир»                  | 126                  | 2                          |
| Белорусская социал-демократическая партия (Грамада)          | 32                   | 1                          |
| Республиканская партия труда и справедливости                | 18                   | 6                          |
| Белорусская патриотическая партия                            | 1                    | 1                          |
| Белорусская партия «Зелёные»                                 | 5                    | 0                          |
| Консервативно-Христианская Партия - БНФ                      | 0                    | 0                          |
| Партия «Белорусская социал-демократическая Грамада»          | 2                    | 0                          |
| Социал-демократическая партия Народного Согласия             | 0                    | 0                          |
| Республиканская партия                                       | 1                    | 0                          |
| Белорусская аграрная партия                                  | 7                    | 28*                        |
| Белорусская социально-спортивная партия                      | 2                    | 2                          |
| Партия свободы и прогресса                                   | 0                    | 0                          |
| Партия Белорусская Христианская Демократия                   | 0                    | 0                          |
| Белорусская партия трудящихся                                | 0                    | 0                          |
| Белорусская социал-демократическая партия (Народная Грамада) | 0                    | 0                          |

Из 79 кандидатов от Белорусской партии левых «Справедливый мир» пять стали депутатами местных советов. Об этом сообщил заместитель председателя партии Валерий Ухналев. (см.ссылку http://nashaniva.by/?c=ar&i=37802)
- 29 апреля Парламентская ассамблея Совета Европы приостановила все контакты на высшем уровне с правительством и Национальным собранием Республики Беларусь из-за ситуации вокруг польского меньшинства, местных выборов и смертной казни[33].